# Port lotniczy Long Seridan
Port lotniczy Long Seridan (IATA: ODN, ICAO: WBGI) – port lotniczy położony w Long Seridan, w stanie Sarawak, w Malezji.